# Sigfrid Öberg
Sigfrid Emil "Sigge" Öberg, född 22 februari 1907 i Katarina församling, Stockholm, död där 2 april 1949, var en svensk bandy- och ishockeyspelare i Hammarby IF och i Sveriges landslag.  
Han var med i det svenska ishockeylandslag som kom tvåa i OS i S:t Moritz 1928. Totalt spelade han 24 matcher för Sverige. Öberg blev svensk mästare fyra gånger med Hammarby. Han spelade också i Hammarbys fotbollslag där han sammanlagt gjorde 91 mål. Totalt gjorde Öberg 131 mål i Hammarbys bandylag. Han var Hammarbys viktigaste spelare i samtliga sporter.  
1949 hittades han drunknad i Hammarby sjö. Han blev Stor grabb i ishockey nummer 10 och nummer 15 i bandy.